# Condado de Utah

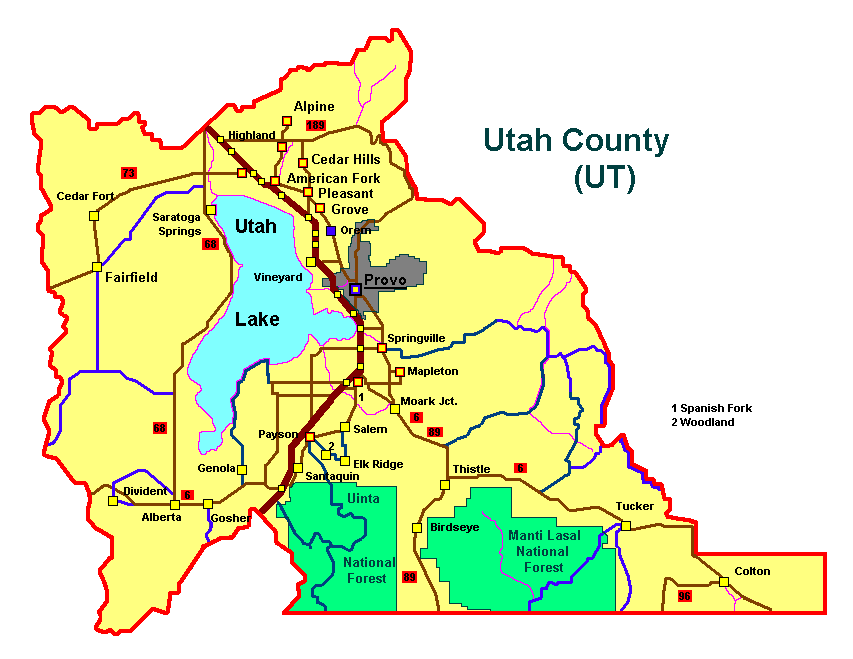
Condado de Utah (Utah).

El condado de Utah es un condado del estado de Utah, Estados Unidos. La población, en 2000, era de 368 536 (se estima que en 2005 era de 443 738 habitantes). Recibe el nombre del español yuta, nombre que daban a los indios nativos ute. La capital y mayor ciudad es Provo.

## Geografía
Según la oficina del censo de Estados Unidos, el condado tiene una superficie total de 5545 km², de los cuales 5176 km² son tierra firme, y 369 km² (6.66 %) están cubiertos de agua.
El valle Utah se encuentra en el centro del condado, con la cordillera Wasatch en el Este. El lago Utah ocupa gran parte del valle. La altitud varía desde los 1300 m s. n. m. (metros sobre el nivel del mar) del lago a los 3500 m s. n. m. del pico de la montaña Timpanogos.

### Condados adyacentes
- Salt Lake (Norte)
- Tooele (Oeste)
- Wasatch (Este)
- Juab (Sur)
- Sanpete (Sur)
- Carbon (Sur)
- Duchesne (Sureste)

## Política
Este condado es mencionado por ser el más republicano dentro del estado más republicano de los Estados Unidos. En las elecciones presidenciales de 2004, el 85,99 % de la población votó por George W. Bush. 
Este título es inexacto, ya que en el condado de Rich el 88,91 % de los votos fueron para Bush.

## Demografía
Según el censo de 2000, había 368 536 habitantes y 99 937 casas en el condado, en el que residían 80 749 familias. La densidad de población era de 71 habitantes/km². Había 104 315 unidades de alojamiento, con una densidad media de 20 unidades/km².
La máscara racial del condado era de 92,36 % de blancos, 0,30 % de negros, 0,60 % de amerindios, 1,06 % de asiáticos, 0,58 % de personas de las islas del Pacífico, 3,25 % de personas de otras razas y 1,85 % de personas de dos o más razas. Los hispanos o latinos de cualquier raza eran el 7,00 % de la población.
Había 99 937 casas, de las cuales el 48,30 % tenía menores de 18 años, el 69,80 % eran matrimonios, el 8,00 % tenía un cabeza de familia femenina sin marido, y el 19,20 % no eran familia. El 11,20 % de todas las casas tenían un único residente, y el 4,70 % tenía solo residentes mayores de 65 años. El promedio de habitantes por hogar era de 3,59, y el tamaño medio de familia era de 3,86.
El 34,10 % de los residentes era menor de 18 años, el 21,00 % tenía edades entre los 18 y 24 años, el 25,90 % entre los 25 y 44, el 12,70 % entre los 45 y 64, y el 6,40 % tenía 65 años o más. La media de edad era de 23 años. Por cada 100 mujeres, había 98,30 hombres. Por cada 100 mujeres de 18 años o más, había 94,50 hombres.
El ingreso medio por casa en el condado era de US$45 833, y el ingreso medio por familia era de US$50 196. Los hombres tenían un ingreso medio de US$37 878, contra US$22 656 de las mujeres. Los ingresos per cápita para el condado eran de US$15 557. Aproximadamente, el 6,80 % de las familias y el 12,00 % de la población estaba por debajo del nivel de pobreza, incluyendo el 8,40 % de menores de 18 años y el 4,80 % de mayores de 65.
Aproximadamente, el 88 % del los residentes en el condado son miembros de la Iglesia de Jesucristo de los Santos de los Últimos Días.
Un apodo muy común para la región es "Happy Valley" (‘Valle Feliz’). En ocasiones, se usa este término con sentido peyorativo o irónico.

## Poblaciones
- Alpine, incorporado en 1855
- American Fork, incorporado en 1853
- Cedar Fort, incorporado en 1965
- Cedar Hills, incorporado en 1976
- Eagle Mountain, incorporado en 1996
- Elk Ridge, incorporado en 1976
- Fairfield, incorporado en 2004
- Genola, incorporado en 1935
- Goshen, incorporado en 1910
- Highland, incorporado en 1977
- Lehi, incorporado en 1852
- Lindon, incorporado en 1924
- Mapleton, incorporado en 1948
- Orem, incorporado en 1919
- Payson, incorporado en 1853
- Pleasant Grove, incorporado en 1855
- Provo, incorporado en 1849
- Salem, incorporado en 1920
- Santaquin, incorporado en 1932
- Saratoga Springs, incorporado en 1997
- Spanish Fork, incorporado en 1855
- Springville, incorporado en 1853
- Vineyard, incorporado en 1989
- Woodland Hills

## Comunidades no incorporadas
- Benjamin
- Elberta
- Lake Shore
- Palmyra
- Spring Lake
- West Mountain